# Fritillaria kittaniae
Fritillaria kittaniae là một loài thực vật có hoa trong họ Liliaceae. Loài này được Sorger miêu tả khoa học đầu tiên năm 1987.